# Гас-маска „Небојша”
Гас-маска „Небојша” била је прва домаћа гас-маска, произведена у Краљевини Југославији 1938. године, непосредно пред избијање Другог светског рата. Маска је произведена у Борову у Хрватској у посебном одељку фабрике обуће Бата и била је комплетно израђена од домаћих сировина. Била је једна од најбољих гас-маски на тадашњем тржишту и притом јефтинија од оних из увоза.

## Производња маски
Тридесетих година двадесетог века свет је био у свакодневном страху од избијања новог глобалног рата. У земљама широм света радило се на томе да се становништво максимално припреми за пасивну одбрану и да се едукује о новим методама ратовања. У Краљевини Југославији установе и појединци указивали су на важност овакве едукације и припремања становништва на најгори сценарио. Ова пропаганда вршила се на најразличитије начине, помоћу предавања, брошура, новина и часописа. Један од часописа у Југославији, чији је први број изашао још 1935. године, био је Ваздушна одбрана, који је озбиљно радио на упозоравању становништва да је нови сукоб близу, као и на томе да ће спремност и опрезност спасити многе животе.
Поучено искуствима из прошлог великог рата, југословенско Министарство војске и морнарице дошло до закључка да је приоритет створити властиту индустрију заштитних средстава од бојних отрова, нарочито гас-маски, која у том тренутку није постојала. Времена је било мало, а требало је набавити потребну опрему, машине, оспособити људе и организовати производњу. Тај задатак пао је на директора фабрике обуће Бата из Борова Тому Максимовића, који је израдио планове и предрачуне и девет месеци након састанка у Министарству војске у Борову је прорадило ново одељење за производњу гас-маски „Небојша”.
Због свих околности времена је било мало и морало се брзо реаговати, те је систем Бата који је до тада важио за најрационалнији и најбржи фабрички систем, премашио своје капацитете. У фабричком листу Борово од 4. августа 1939. године на насловној страни појавила се фотографија гас-маске Небојша М-1 чиме је дато до знања да је Тома Максимовић успешно извршио задатак и да је производња гас-маски у Борову започела. За директора новог одељења именован је Недељко Кондић. Производња ових маски целокупно је вршена властитим средствима и материјалима, односно све је било произведено у Југославији.
Да би се запослени у фабрици мотивисали и подсетили колико је важан њихов задатак и да га треба одговорно вршити, по фабрици су биле исписане пароле, које су биле јако моћне и ефектне. У једној радионици стајала је табла на којој је крупним словима писало Од наше савесности зависе многи животи, на другој Овде је закон савесности и сабраности,  на трећој Мисли увек на то да гасмаска спасава животе и томе слично.

## Контрола маски
Свака произведена гас-маска са филтером пролазила је кроз једанаест контрола у самој фабрици, а последњу, дванаесту контролу вршила је комисија Министарства трговине и индустрије. Техничке услове прописивало је Министарство војске и морнарице, односно Инспекција земаљске одбране. Филтер за маске израђиван је од комада лима. И он је као и маска пролазио кроз једанаест контрола. Сам лим пролазио је кроз три контроле на специјалним справама и од стране стручних лица. Сваки део је пролазио посебне контроле, како би се са сигурношћу могло утврдити да су маске безбедне и да ће лица која их носе бити сигурна. И поред тога могло би се рећи да су у контроли филтера најважније биле контроле непропустљивости воде, испитивање заштитне моћи филтера и тзв. нефелометријска вредност и контрола филтера при дисању. После сваке контроле, радник који је контролу извршио стављао је свој жиг.
Најважнија контрола гас-маски и филтера вршена је у гасној комори која је била посебно одељење у фабрици. У „ћелији смрти“, како су је звали, отпорна моћ маски испитивана је правим отровима, фосгеном, арсенима и бензилбромидом и то у мало већој јачини, која је, ако маска није била исправна, за секунду могла да убије онога ко маску испитује. То испитивање вршио је један инжењер и то на самом себи. То је био и најопаснији део контроле, а уједно и највећа гаранција да су филтери и гас-маске исправни. Зато су инжењери били нарочито опрезни и пажљиви. Последњу контролу вршила је државна комисија Министарства трговине и индустрије која је исправност сваке маске потврђивала својим жигом. 

## Изглед маске
Нова маска разликовала се од дотадашњих, пре свега по томе што је имала образину израђену у целости од пуније, отпорније гуме и по томе што се могла брже ставити у одбрамбени положај, јер су траке биле једноставније. Стакла (наочаре) на овој масци била су такође веома отпорна и снабдевена посебним сапуном на бази глицерина, који је служио да се стакла маске пре стављања њиме премажу и на тај начин се спречавало магљење. Цедило маске завијало се непосредно на основу и због тога се маска физички највише разликовала од свих дотадашњих. Маска се лако чистила и дезинфиковала, лако се стављала и лако скидала са главе. У почетку су се продавале по апотекама или у радњама које су продавале гумене производе. Један заштитни комплет садржавао је гас маску, торбицу и сав технички прибор, као и упутство за употребу. Цена ове маске била је јефтинија од оних које су се о тада могле купити и коштала је нешто испод 200 динара.
- Гас-маска „Небојша” - приказ из свих углова